# Tomislav Lopatić
Tomislav Lopatić (* 6. März 1963 in Jelovci) ist ein früherer jugoslawischer Biathlet und mittlerweile Trainer.
Tomislav Lopatić vom Ski Klub Romanija Pale gehörte zum sechsköpfigen Biathlon-Aufgebot Jugoslawiens bei den Olympischen Winterspielen 1984 im heimischen Sarajevo, nachdem das Land bei seiner ersten Teilnahme in der Sportart 1980 in Lake Placid mit Marjan Burgar nur einen Starter entsandt hatte. Lopatić wurde im Sprint eingesetzt und kam dort auf den 57. Platz. Bei den  Spielen 1988 in Calgary war mit Jure Velepec erneut nur ein jugoslawischer Biathlet am Start, doch  Spielen 1992 in Albertville, den letzten Olympischen Spielen Jugoslawiens vor dem Zerfall, nahm Lopatić zum zweiten Mal teil. Nun wurde er in allen drei Rennen eingesetzt. Im Einzel kam er auf den 85. Platz, im Sprint wurde er 87. und mit Mladen Grujić, Zoran Ćosić und Admir Jamak 19. im Staffelrennen. Nach seiner aktiven Karriere wurde der Bosnier Trainer. Zu seinen Schützlingen gehört unter anderem die derzeit beste weibliche Biathletin Bosnien und Herzegowinas, Aleksandra Vasiljević, sowie vormals Vedrana Vučićević.

## Belege
1. ↑  Naši učesnici na ZOI - BIJATLON (Memento vom 12. Juli 2007 im Internet Archive)

| Personendaten    | Personendaten                                  |
| ---------------- | ---------------------------------------------- |
| NAME             | Lopatić, Tomislav                              |
| KURZBESCHREIBUNG | jugoslawischer Biathlet und bosnischer Trainer |
| GEBURTSDATUM     | 6. März 1963                                   |
| GEBURTSORT       | Jelovci                                        |